# Elecciones estatales de Zacatecas de 1980
Las elecciones estatales de Zacatecas de 1980 se llevaron a cabo el domingo 6 de julio de 1980, y en ellas se renovaron los siguientes cargos de elección popular en el estado mexicano de Zacatecas:
- Gobernador de Zacatecas. Titular del Poder Ejecutivo del estado, electo para un periodo de seis años no reelegibles en ningún caso, el candidato electo fue José Guadalupe Cervantes Corona.
- Diputados al Congreso del Estado. Electos por mayoría relativa en cada uno de los Distritos Electorales.

## Resultados electorales

### Gobernador
|  | 4.1 % |

|  | 93.7 % |

|  | 93.7 % |

|  | 93.7 % |

|  | 0.6 % |

|  | 93.7 % |

|  | 0.2 % |

|  | 100.00 % |